# Thomas Järvheden
Nils Thomas Järvheden, född 19 juni 1973, är en svensk ståuppkomiker och musikartist.

## Biografi
Järvheden har turnerat sedan 1998 och under åren har han synts i många tv-sammanhang, i egna ”Comedy Specials”, på DVD och Netflix med mera. Han blandar humor med musik, både på comedy-scenen och på till exempel Spotify. Han har också släppt mer allvarliga låtar under pseudonymen ”Kärvheten”.

### Konserter och musikaler
På senare år har musiken gått från bisyssla till huvudsyssla och Järvheden turnerar nu  som musik-akt (humorlåtar). 
Förutom egna shower har han medverkat i flera musikaler: 
- 2023 - en av huvudrollerna (Kashoggi) i Westend stockholms uppsättning av Queen-musikalen We will rock you.

- 2021 - Den manliga huvudrollen Danilo i Glada Änkan på Nöjesteatern i Malmö.

- 2018–2019 - den manliga huvudrollen Mr Warbucks i musikalen Annie på Lorensbergsteatern i Göteborg och Nöjesteatern i Malmö.

- 2017 - som Donald Trump i den musikaliska komedin De Trumpna fruarna på Mälarhöjdens friluftsteater.

Thomas var även en av solisterna i den turnérande musikalshowen Absolut musikal.

## Verk

### Musikalbum
- 2006 – 10 låtar
- 2010 – Från Big bang Happy ending
- 2014 – Sommarplågor & annat
- 2017 – Så ni kommer ihåg mig när jag är död
- 2021 – Rövåret 2020
- (Samt ett flertal separata singelsläpp 2011-2023)

### Solo-turnéer och filmer
- 2008 – Seriöst roligt, Kanal 5/DVD/Netflix
- 2010 – Från Big bang till Happy ending
- 2012 – Världens roligaste mellansnack
- 2014 – Vuxenkruxet – DVD/Netflix/Spotify
- 2018 – Bra Mkt Sämre!, Inspelad för visning vintern 21
- 2020 – Förfest med Järvheden
- 2022 (Ännu pågågående): Sveriges roligaste konsert

### TV-program

#### Som programledare
- Äntligen fredag (2011)
- Bobster (2006)
- Stå upp på SVT 2007
- Victoriadagen på SVT 2008
- Grillad (2009)

#### Medverkan
- Sommartider
- Raw Comedy
- Extra! Extra!
- Morgonsoffan
- Comedy Fight Club (2009), där Järvheden korades till Sveriges roligaste ståuppare i den tv-sända tävlingen
- Stockholm Live
- Räkfrossa
- Släng dig i brunnen

### Filmografi
Standupfilmer:
- Seriöst roligt, Vuxenkruxet, Bra mkt sämre (Se på Youtube)

Filmröstroller:
- Huvudrollen "Junior" i filmen Storkarna (Warner Bros)
- Terry Perry i Monsters University (Walt Disney).